# Kinitoni Falatau
Kinitoni Falatau (sinh ngày 14 tháng 11 năm 1994) ở Tonga. Anh chơi ở vị trí tiền đạo. Anh chơi cho đội tuyển quốc gia tại Vòng sơ loại World Cup 2014 khu vực Châu Đại Dương. Anh cũng chơi cho đội U-17 và U-23 Tonga

## Liên kết khác
Kinitoni Falatau tại National-Football-Teams.com